# David Eby

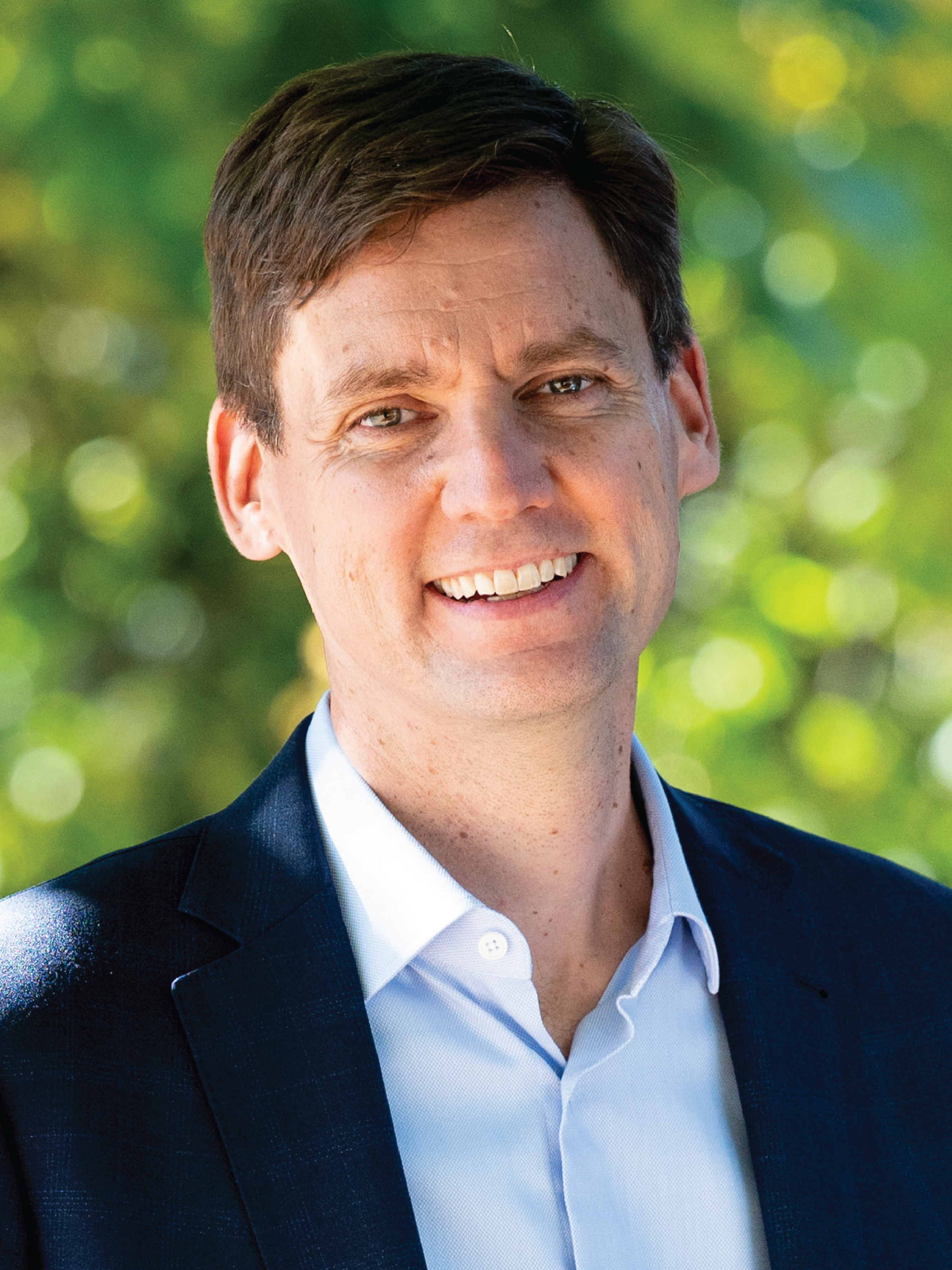
Eby 2022

David Robert Patrick Eby (* 21. Juli 1976 in Kitchener, Ontario) ist ein kanadischer Politiker und Rechtsanwalt. Seit 2022 ist er Premierminister von British Columbia und Vorsitzender der British Columbia New Democratic Party. Seit 2013 ist er Abgeordneter der Legislativversammlung von British Columbia und vertritt den Wahlkreis Vancouver-Point Grey. Von 2017 bis 2022 war er Justizminister im Kabinett von John Horgan.

## Frühes Leben
Eby wurde 1976 in Kitchener, Ontario, geboren. Er studierte Anglistik an der University of Waterloo. 2004 absolvierte er die Schulich School of Law in Halifax, Nova Scotia. Zwischen 2005 und 2008 praktizierte er als Rechtsanwalt in der Innenstadt von Vancouver. Von 2008 bis 2012 war er Direktor der British Columbia Civil Liberties Association. Von 2009 bis 2013 war er Professor für Rechtswissenschaften an der University of British Columbia (UBC).

## Frühe politische Karriere (2008–2017)
Im Jahr 2008 wandte sich Eby an Vision Vancouver, um einer ihrer Kandidaten für den Stadtrat von Vancouver zu werden, wurde jedoch nicht ausgewählt.
Im Jahr 2011 trat Eby als Kandidat der British Columbia New Democratic Party bei der Nachwahl im Wahlkreis Vancouver-Point Grey an. Die Nachwahl war bemerkenswert, denn Ebys Gegnerin war die Premierministerin von British Columbia, Christy Clark. Eby belegte einen knappen zweiten Platz, nur 595 Stimmen hinter Clark. Zwei Jahre später, bei den Provinzwahlen 2013, traf er im Wahlkreis Vancouver-Point Grey erneut auf Clark. Am Wahltag besiegte Eby Clark. Obwohl Clarks British Columbia Liberal Party die Wahl gewann, wurde sie in ihrem Wahlkreis nicht wiedergewählt.
Nachdem der Parteivorsitzende Adrian Dix im September 2013 zurückgetreten war, erwog Eby, bei den Wahlen zum Parteivorsitzenden zu kandidieren, lehnte dies jedoch ab, nachdem er erfahren hatte, dass seine Verlobte schwanger war. Er unterstützte die erfolgreiche Führungskampagne von John Horgan.

## Justizminister von British Columbia (2017–2022)
Nach den Provinzwahlen 2017 bildete die British Columbia New Democratic Party mit der Green Party of British Columbia eine Regierung. Eby wurde in seinem Wahlkreis mit verstärkter Unterstützung wiedergewählt. Eby wurde zum Justizminister ernannt. Während Ebys Amtszeit verabschiedete British Columbia Anti-SLAPP-Gesetze. Im Jahr 2018 beschrieb Maclean’s die Arbeitsbelastung von Eby als „handl[ing] every live grenade in BC politics“. und fragte, ob er ein zukünftiger Premierminister sein könnte.

## Premierminister von British Columbia (seit 2022)
Am 28. Juni 2022 gab John Horgan bekannt, dass er als Premierminister und Parteivorsitzender zurücktreten werde, nachdem bei ihm Kehlkopfkrebs diagnostiziert worden war.
Eby kündigte an, für den Parteivorsitz zu kandidieren; er wurde von 48 Abgeordneten der Legislativversammlung von British Columbia unterstützt. Er wurde am 21. Oktober 2022 zum Parteivorsitzenden gewählt. Als Vorsitzender der Regierungspartei wurde er Premierminister von British Columbia.
Bei den Wahlen 2024 wurden er und seine Partei wiedergewählt.